# Georg Dieck

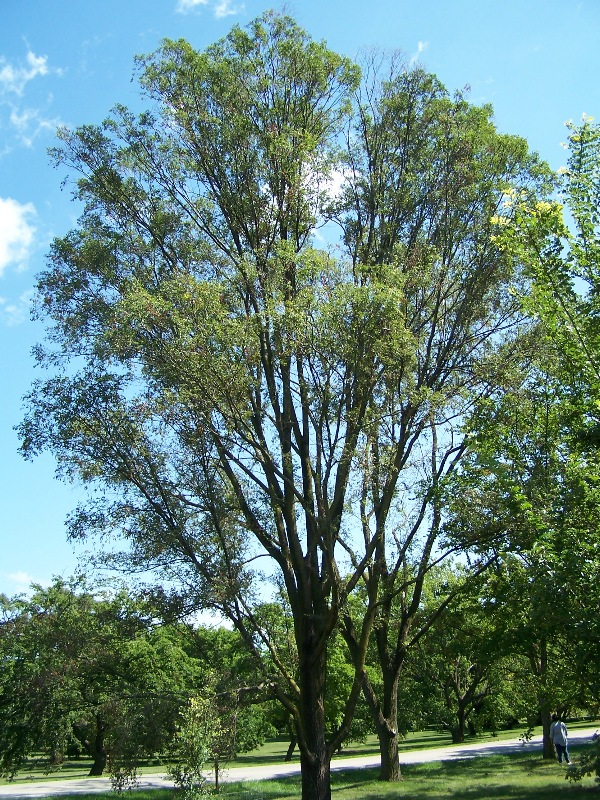
Ulmus pumilla.

Georg Dieck, född 28 april 1847 i Zöschen, död 21 oktober 1925 på samma ort, var en tysk entomolog och botaniker och medlem i Société entomologique de France.
Efter skolgång i Naumburg studerade han naturhistoria i Jena, där han blev elev och senare assistent till Ernst Haeckel. I Zöschen bei Merseburg (numera en del av Leuna) byggde han upp ett stort arboretum, där mer än 6 000 träd och buskar odlades. Dieck införde där bland annat kultivaren sibirisk alm (Ulmus pumila 'Turkestan') med frön hämtade från Turkestan.
Auktorsnamnet Dieck. kan användas för Georg Dieck i samband med ett vetenskapligt namn inom botaniken; se Wikipediaartiklar som länkar till auktorsnamnet.

## Resor
Dieck gjorde flera upptäcktsresor, bland annat till Klippiga Bergen i USA (1888), Kaukasus (1891) och Spanien (1892), där han samlade skalbaggar, mossor och andra växter. Han reste också till Balkanländerna, Frankrike,  Marocko och Turkiet. Före 1861 var den italienska halvön samt Sicilien uppdelade i en mängd småstater. Under en resa till detta område sammanträffade Dieck med den beryktade Giuseppe Garibaldi, som kämpade för Italiens enande.

## Samlingar
Vid Exposition Universelle i Paris 1900 deltog Dieck med en samling om 450 olika arter av rossläktet, som 1909 överfördes till Euopa-rosarium i Sangerhausen med världens största samling rosor.

## Publikationer
- Många uppsatser om nya taxa
- Die Moor- und Alpenpflanzen (Eiszeitflora) des National-Arboretum u. Alpengartens Zöschen b. Merseburg und ihre Cultur, E. Karras, Halle an der Saale, 1899